# 250è Esquadró de la RAF
El 250è Esquadró (Sudan) de la Royal Air Force va ser un esquadró de la RAF format com a unitat de reconeixement i antisubmarina a la Primera Guerra Mundial i una unitat de caça a la Segona Guerra Mundial.

## Història
L'esquadró número 250 es va formar el 10 de maig de 1918 a Padstow a partir dels Vols núms. 494, 500, 501, 502 i 503 per a tasques de reconeixement costaner sobre el canal de Bristol i les seves aproximacions. Equipat amb una barreja de DH6 i DH9, va fer patrulles antisubmarines fins a l'armistici i es va dissoldre el 31 de maig de 1919.
L'1 d'abril de 1941, el número 250 es va reformar a RAF Aqir des del vol K com a esquadró núm. 250 (Sudan) i a finals de mes havia rebut prou Tomahawks entrar en funcionament en funcions defensives a Palestina. Al maig, un destacament va començar escombrades ofensives sobre Síria i al juny va començar les operacions al desert occidental, retirant-se el febrer de 1942 per a operacions defensives. Després de convertir-se en Kittyhawks, va tornar al desert a l'abril com a unitat de caces-bombarders i va donar suport al Vuitè Exèrcit, avançant amb ell a través de Líbia fins a Tunísia per posar fi a la campanya nord-africana. El juliol de 1943, l'esquadró va volar a Malta per donar suport als desembarcaments a Sicília traslladant-s'hi uns dies després. A mitjans de setembre havia ocupat aeròdroms a Itàlia on va passar la resta de la guerra volant en missions de caces-bombarders. L'agost de 1945, l'esquadró núm. 260 es va dissoldre i va transferir els seus Mustangs al núm. 250 que després els va fer volar fins que es van dissoldre el 30 de desembre de 1946 a Treviso, a Itàlia.

## Insígnia d'esquadra
La insígnia de l'esquadra estava adornada amb una àguila de riu, un ocell originari del Sudan, i el lema Close to the sun (A prop del sol). L'esquadró va ser donat per la comunitat britànica al Sudan quan es va reformar el 1941.